# Сонячне (Полтавський район)
Со́нячне — село в Україні, в Машівському районі Полтавської області. Населення становить 315 осіб. Орган місцевого самоврядування — Старицьківська сільська рада.
Після ліквідації Машівського району 19 липня 2020 року село увійшло до Полтавського району.

## Географія
Село Сонячне знаходиться за 2 км від правого берега річки Мокрий Тагамлик. На відстані 1,5 км розташовані села Рубанівка та Зоря. Селом протікає пересихаючий струмок з загатою.

## Об'єкти соціальної сфери
- Школа І-ІІ ст.